# Gilgames (keresztnév)
A Gilgames asszír eredetű férfinév. Sumer eredetijének (Bilga-mes) jelentése: öreg-ifjú.

## Gyakorisága
Az 1990-es években szórványos név, a 2000-es években nem szerepel a 100 leggyakoribb férfinév között.

## Névnapok
- október 24.[2]

## Híres Gilgamesok
- Gilgames, a mezopotámiai Uruk város királyának a neve

## Egyéb Gilgamesok
- Gilgames-eposz, Gilgames uralkodóról készített i.e. II. évezredből származó sumer és akkád nyelvű eposz.